# ドラゴン・ブレイド
『ドラゴン・ブレイド』（原題：天將雄師、英題：Dragon Blade）は、2015年に公開されたジャッキー・チェン主演の中国・香港合作映画。
紀元前50年、前漢時代のシルクロードにおけるローマ帝国軍の落武者伝説をヒントにした史劇アクション映画。

## ストーリー
前漢の時代、西域の砂漠地帯には36もの部族が割拠し、シルクロードの覇権を巡って紛糾していた。警備隊長フォ・アン（霍安）は西域都護の名代として、諸部族の調停に奔走していた。しかし、フン族の姫ムーン（冷月）を巡る争いを鎮めて首府に帰還したある日、身に覚えのない金塊密輸の罪で更迭され、副官イン（殷破）の抗議も虚しく西域辺境の雁門関へと送られる。砦の守将イエントウ（雁頭）には、崩落した城壁を15日以内に修復できなければ彼らを処刑するよう命が下されていた。
フォ・アンらが到着した直後、衰弱した少年を伴った一団が砦の門前に現れた。彼ら、ローマの黒鷲軍団を率いる将軍ルシウスは砦を奪おうとフォ・アンに一騎討ちを挑むが、砂嵐の接近を見たフォ・アンの酌量で砦の内部に引き入れられる。毒に侵されていた少年プブリウスは医師ラオシュウ（老鼠）の治療で一命をとりとめる。プブリウスはローマの執政官クラッススの息子で、父を暗殺した兄ティベリウスの手から逃れてきた身だった。ローマ人たちは城壁の再建に協力するのと引き換えに、クラッススが講和を結んだパルティアに事の次第を伝え、その庇護を得るまでの間留まる事を許される。ローマ人のもたらした土木建築の技術によって城壁は瞬く間に修復され、期限の15日以内に間に合うことができた。また、工事を通して砦内の結束は強まり、シルクロードの諸部族が平和裏に共存する空間が出現、人々は喜びに包まれる。
しかし、パルティアへ送った使者が捕らわれ、黒鷲軍団の居場所はティベリウスの知るところとなる。戦を予期したフォ・アンは、援軍を要請しに首府へ戻るが、謀反人として襲撃される。ムーンらの助けを得てその場は逃れたものの、矢を受けたフォ・アンの妻が命を落とした。同じ頃、雁門関も攻撃され、ルシウスらが捕縛されてしまった。ティベリウスは部下に命じてプブリウスを自害に追い込み、自分の寵愛を拒んだ事への復讐としてルシウスを拷問にかける。しかし、それも全てはシルクロードを掌握し、そこを足掛かりに中国に進出するという真の目的の口実に過ぎなかった。ティベリウスは既に州長官の地位を欲するインを味方に引き入れており、フォ・アンの逮捕もシルクロード掌握の障害となる警備隊を排除するための策略であった。ローマ軍が去った後、砦の人々は戻ってきたフォ・アン達を引き渡して助命を請おうとするが、フォ・アンの平和への強い信念に心を打たれて、侵略者と戦うことを決意する。
フォ・アンとイエントウはティベリウスの要塞楼蘭に偽りの投降を仕掛け、捕らわれていた黒鷲軍団を解放して蜂起する。しかし、両目を潰されて虫の息となっていたルシウスを助ける事はできなかった。故郷へ帰らせて欲しいというルシウスの願いを涙ながらに聞き入れ、フォ・アンは友に止めを刺す。包囲を突破して城外に脱出すると、更に多くの敵が待ち構えていた。インは約束を反故にしたティベリウスに殺害され、漢軍は身動きが取れなくなっていた。フォ・アン達は絶体絶命の状況に陥るが、そこにムーンらがフン族の仲間を率いて駆けつける。更にシルクロードの有力部族の軍勢が次々と現れ、一斉にローマ軍へ襲いかかった。激戦の中で、イエントウやラオシュウ、ムーンの父兄など多くの者が命を落とすが、女王自らが率いるパルティア軍が現れるに至り、ローマ軍は戦意を喪失した。ティベリウスは降伏を進める副官を切り捨てて尚も戦いを継続しようとする。フォ・アンは一対一の決闘を挑んでこれを倒し、戦争を終結させた。
戦後、中国の皇帝はローマ人たちに町を建設する許可を与えた。彼らは西域に留まり、再編されたフォ・アンの警備隊と共に平和を守っていく道を選んだ。

## キャスト
カッコ内は日本語吹き替え。
- フォ・アン（霍安）：ジャッキー・チェン（石丸博也）
- ルシウス：ジョン・キューザック（家中宏）
- ティベリウス：エイドリアン・ブロディ（宮本充）
- イン（殷破）：チェ・シウォン（浪川大輔）
- ムーン（冷月）：リン・ポン（水樹奈々）
- イエントウ（雁頭）：シャオ・ヤン（森川智之）
- ラオシュウ（老鼠）：ワン・タイリー（立木文彦）
- ショーチン（秀清）：ミカ・ウォン（井上喜久子）
- プブリウス：ジョゼフ・リュウ・ウェイト（小林由美子）
- パルティアの女王：ロリー・ペスター（櫻井智）
- フォ将軍（霍去病将軍）：ウィリアム・フォン
- 書記官（司馬）：シウ・シアントン（山田浩貴）
- ウルフ（老衚）：シウ・チン（宮本克哉）
- クーガー（山豹）：ユ・スンジュン（石狩勇気）
- サン（紅日）：サミー・ハン（柳田淳一）
- クラッスス執政官夫人：シャーニー・ヴィンソン
- アグリッパ：デヴィッド・ペック（こねり翔）
- ファルコ：コックス・スコッティー・ロバート（河合みのる）
- タチェ族長：リー・ジェンチー（あべそういち）
- フォ・アン副官（都尉）：李少亭（水越健）
- 突厥頭領：アラン・ン

## スタッフ
- 監督・脚本・プロダクションデザイナー：ダニエル・リー
- 製作：ジャッキー・チェン、スザンナ・ツァン
- 製作総指揮：ジャッキー・チェン、ワン・チヨンジュン、レン・チュンルン、チョウ・マオフェイ
- 撮影：トニー・チャン
- 音楽：ヘンリー・ライ
- 編集：ヤウ・チーワイ
- 衣装：トーマス・チョン
- 美術：トーマス・チョン、ダニエル・リー
- アクション監督・主題歌：ジャッキー・チェン

日本語字幕版
- 翻訳：岡田壯平

日本語吹替版
- 翻訳：高橋結花
- 演出：市来満